# Pete Rouse

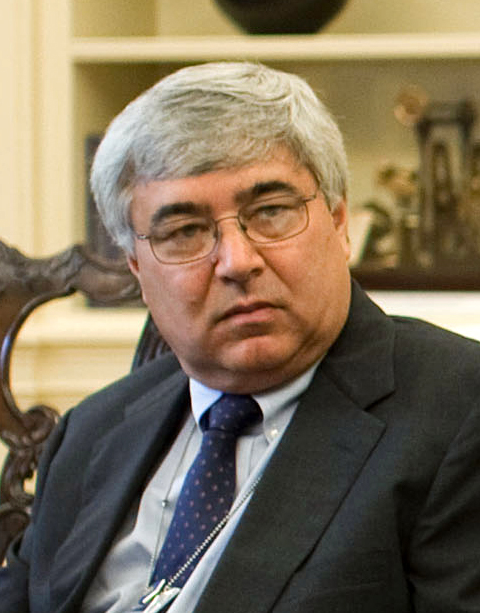
Pete Rouse (2009)

Peter Mikami „Pete“ Rouse (* 15. April 1946 in New Haven, Connecticut) ist ein US-amerikanischer Politiker der Demokratischen Partei und war von Oktober 2010 bis Dezember 2010 kommissarisch Stabschef des Weißen Hauses unter dem US-Präsidenten Barack Obama. 

## Leben
Rouses Mutter stammt aus Japan. Rouse studierte am Colby College, der London School of Economics und der Harvard Kennedy School der Harvard University.
Pete Rouse arbeitete als Stabschef verschiedener Demokratischer Politiker. Er war 19 Jahre lang Chief of Staff von Tom Daschle aus South Dakota. Davor war er Chief of Staff von Dick Durbin aus Illinois (1984–85), Berkley Bedell (1977–79) und Governor Terry Miller aus Alaska (1979–83).
In der Regierung Obama war Rouse der energischste Verfechter einer Schließung des Gefangenenlagers Guantanamo Bay.
Im Oktober 2010 trat Rahm Emanuel vom Posten des Stabschefs des Weißen Hauses zurück, weswegen Rouse kommissarisch dieses Amt übernahm. Nächster regulärer Stabschef wurde der ehemalige US-Handelsminister William M. Daley.
Von 2009 bis 2010 war er Senior Advisor to the President of the United States und von 2011 bis 2014 Counselors to the President. 